# Шесть кодексов
Шесть кодексов (яп. 六法全書 Роппо: дзэнсё:) — шесть основных кодексов, составляющих основу законодательства Японии. Кодексы, дополненные значительным массивом законов и иных нормативных актов, образуют в совокупности систему источников японского права.
Шесть кодексов в Японии:
1. гражданский кодекс (яп. 民法 Мимпо:, 1896 г.)
2. торговый кодекс (яп. 商法 Сё:хо:, 1899 г.)
3. уголовный кодекс (яп. 刑法 Кэйхо:, 1907 г.)
4. конституция Японии (яп. 日本国憲法 Ниппон коку кэмпо:, 1946 г.)
5. уголовно-процессуальный кодекс (яп. 刑事訴訟法 Кэйдзи сосё:хо:, 1948 г.)
6. гражданский процессуальный кодекс (яп. 民事訴訟法 Миндзи сосё:хо:, 1996 г.).

Прообразом Шести Кодексов послужил Кодекс Наполеона, в который входили пять кодексов: французский гражданский кодекс 1804 г., французский торговый кодекс 1807 г., гражданский процессуальный кодекс 1807 г., уголовный кодекс 1810 г., уголовно-процессуальный кодекс 1811 г., которые японцы адаптировали, добавив к ним свою собственную конституцию.